# Meridiano 7 E
O meridiano 7 E é um meridiano que, partindo do Polo Norte, atravessa o Oceano Ártico, Oceano Atlântico, Europa, África, Oceano Antártico, Antártida e chega ao Polo Sul. Forma um círculo máximo com o meridiano 173 W.
Começando no Polo Norte, o meridiano 7º Este tem os seguintes cruzamentos:
| País, território ou mar | Notas |
| ----------------------- | --- |
| Oceano Ártico           | |
| Oceano Atlântico        | |
| Noruega                 | |
| Mar do Norte            | |
| Países Baixos           | |
| Alemanha                | |
| Países Baixos           | |
| Alemanha                | |
| França                  | |
| Suíça                   | Em cerca de 14 km                                                                                               |
| França                  | Em cerca de 8 km                                                                                                |
| Suíça                   | |
| França                  | Em cerca de 14 km                                                                                               |
| Itália                  | |
| França                  | |
| Itália                  | |
| França                  | |
| Itália                  | |
| França                  | |
| Mar Mediterrâneo        | |
| Argélia                 | |
| Níger                   | |
| Nigéria                 | |
| Oceano Atlântico        | Passa a oeste da Ilha do Príncipe, São Tomé e Príncipe · Passa a leste da Ilha de São Tomé, São Tomé e Príncipe |
| Oceano Antártico        | |
| Antártida               | Terra da Rainha Maud, reclamada pela Noruega                                                                    |